# Maprotilina
A maprotilina, também referida pelo nome comercial Ludiomil, é um antidepressivo tetracíclico (TeCA) que possui efeito inibitório potente e seletivo sobre a recaptação da noradrenalina na fenda sináptica cerebral, e nas estruturas corticais do sistema nervoso central (SNC). A maprotilina também pode ser classificada como um antidepressivo tricíclico (TCA), especificamente uma amina secundária. A maprotilina é um potente antagonista do receptor 5-HT7. Esta atividade desempenha, provavelmente, um papel importante na sua atividade antidepressiva.  De acordo com a Bula, apresenta um espectro de ação bem equilibrado, melhorando o humor e aliviando a ansiedade, a agitação e o retardamento psicomotor.

## Efeitos colaterais
Possui efeitos colaterais típicos dos antidepressivos tricíclicos, mas que costumam ser mais leves. Os .principais são tonturas ao levantar-se (hipotensão postural), aceleração do coração (arritmia cardíaca), secura da boca, aumento do peso, prisão de ventre e visão borrada.

## Mecanismo de ação
A Maprotilina demonstrou exibir uma ação antidepressiva.  Inibe fortemente a reabsorção de noradrenalina no cérebro e tecidos periféricos, embora seja notável a sua falta de inibição da recaptação da serotonina.  Tem uma atividade de bloqueio alfa-adrenérgico marcadamente menos pronunciada do que a amitriptilina.  No perfil farmacológico da maprotilina é observado um forte efeito anti-histamínico e uma ação anticolinérgica mais fraca.  Maprotilina também exerce um efeito sedativo sobre o componente ansiedade da doença depressiva.
Postula-se que a maprotilina exerce a sua ação antidepressiva pela inibição da recaptação pré-sináptica das catecolaminas, aumentando assim a sua concentração na fenda sináptica do cérebro.  Em doses únicas, o efeito da maprotilina na eletroencefalografia (EEG) revelou um aumento da densidade da onda alfa, uma redução da frequência da onda alfa e um aumento da amplitude da onda alfa.  No entanto, como os antidepressivos tricíclicos, a maprotilina reduz o limiar convulsivo.
Num estudo de sono ainda não corroborado, parece que a maprotilina aumenta a fase REM do sono em pacientes deprimidos, a partir da sua linha de base inicialmente reduzida, enquanto a imipramina reduz a fase do sono REM.[carece de fontes?]

### Afinidade de ligação
| Alvos biológicos | Ação                          | Afinidade de ligação Ki (Nm) |
| NET              | inibidor                      | 11.1                         |
| 5-HT2A           | antagonista/ agonista inverso | 51                           |
| 5-HT2C           | antagonista/ agonista inverso | 122                          |
| 5-HT7            | antagonista/ agonista inverso | 50                           |
| H1               | antagonista/ agonista inverso | 2                            |
| α1A              | antagonista                   | 90                           |
| M1               | antagonista                   | 570                          |
| D2               | antagonista                   | 350                          |
| SERT             | inativo                       | inativo                      |
| DAT              | inativo                       | inativo                      |

## Farmacocinética
A maprotilina é completamente absorvida após administração oral no homem.  Verificou-se que a ligação às proteínas séricas era de 88%.  A meia-vida da maprotilina inalterada no homem é relativamente longa e varia de 27,4 a 57,6 horas. A depuração sistémica média é de 514 L/ min.
Após doses diárias repetidas de maprotilina, foi atingida uma concentração plasmática estacionária na segunda semana, com a maioria dos indivíduos a receber doses diárias de 150 mg atingindo níveis sanguíneos entre 100 e 400 ng/mL. Os mesmos níveis plasmáticos são atingidos se a dose diária é dada como uma dose única de 150 mg, em 2 frações de 75 mg ou 3 frações de 50 mg.
Maprotilina é metabolizada por N-desmetilação, desaminação, hidroxilações alifáticas e aromáticas e pela formação de derivados metoxiaromáticos.  Maprotilina é excretada principalmente na urina: no prazo de 21 dias após a dose única, um total de 57% da dose total é excretada na urina, com cerca de 30% de excreção biliar.  Apenas 2 a 4% da dose é excretada inalterada na urina.  Noventa por cento da quantidade excretada na urina consiste em metabólitos, 75% na forma de glucuronídeos.
As concentrações plasmáticas estacionárias num dado nível de dose são mais elevadas em indivíduos idosos (mais de 60 anos) em comparação com doentes mais jovens.  A meia-vida de excreção renal de maprotilina não são significativamente afetadas pela presença de insuficiência renal (depuração da creatinina: 24 a 37 mL / min), desde que as funções hepáticas ainda sejam normal.  A excreção urinária de metabolitos é reduzida, embora esta redução seja compensada pelo aumento da eliminação fecal dos metabolitos através da excreção pela bile.

## História
Maprotilina foi desenvolvida pela farmacêutica Ciba-Geigy, agora pertencente ao grupo suíço Novartis. Foi patenteada em 1966 e foi descrita pela primeira vez na literatura em 1969. O medicamento foi introduzido para uso médico em 1974.